# Grand Prix moto du Canada 1967
Le Grand Prix moto du Canada 1967 est la douzième manche du Championnat du monde de vitesse moto 1967. La compétition s'est déroulée du 29 au 30 septembre 1967 sur le Circuit Mosport Park à Bowmanville. C'est la 3e et dernière édition du Grand Prix moto du Canada et la seule édition comptant pour le championnat du monde.

## Résultats des500cm3
| Pos. | Pilote             | Moto      | Temps             | Points |
| ---- | ------------------ | --------- | ----------------- | ------ |
| 1    | Mike Hailwood      | Honda     | 1 h 13 min 28 s 5 | 8      |
| 2    | Giacomo Agostini   | MV Agusta | +37 s 7           | 6      |
| 3    | Michael Duff       | Matchless | + 1 min 40 s 2    | 4      |
| 4    | Ivor Lloyd         | Matchless | + 1 tour          | 3      |
| 5    | Andreas Georgeades | Velocette | + 1 tour          | 2      |
| 6    | George Rockett     | Norton    | + 3 tours         | 1      |
| 7    | David Lloyd        | Triton    |                   |        |
| 8    | ...                | ...       | ...               |        |

## Résultats des250cm3
| Pos. | Pilote            | Moto   | Temps       | Points |
| ---- | ----------------- | ------ | ----------- | ------ |
| 1    | Mike Hailwood     | Honda  | 52 min 31 s | 8      |
| 2    | Phil Read         | Yamaha |             | 6      |
| 3    | Ralph Bryans      | Honda  | + 1 tour    | 4      |
| 4    | Yvon Duhamel (en) | Yamaha | + 2 tours   | 3      |
| 5    | Frank Camillieri  | Yamaha | + 3 tours   | 2      |
| 6    | Ron Grant         | Yamaha | + 3 tours   | 1      |
| 7    | ...               | ...    | ...         |        |

## Résultats des125cm3
| Pos. | Pilote         | Moto   | Temps       | Points |
| ---- | -------------- | ------ | ----------- | ------ |
| 1    | Bill Ivy       | Yamaha | 46 min 39 s | 8      |
| 2    | Tim Coopey     | Yamaha | + 2 tours   | 6      |
| 3    | Robert Lusk    | Yamaha | + 3 tours   | 4      |
| 4    | Jean-Guy Duval | Yamaha | + 3 tours   | 3      |
| 5    | Ralph Swegan   | Yamaha | + 3 tours   | 2      |
| 6    | Robert Messina | Yamaha | + 4 tours   | 1      |
| 7    | ...            | ...    | ...         |        |